# Ochodaeus thalycroides
Ochodaeus thalycroides es una especie de coleóptero de la familia Ochodaeidae.

## Distribución geográfica
Habita en Turquía Grecia.